# Ocnaea xuthogaster
Ocnaea xuthogaster är en tvåvingeart som beskrevs av Evert I. Schlinger 1961. Ocnaea xuthogaster ingår i släktet Ocnaea och familjen kulflugor. Inga underarter finns listade i Catalogue of Life.